# 红点蛙鳚
红点蛙鳚（学名：Istiblennius cyanostigma）为輻鰭魚綱鲈形目鳚科蛙鳚属的鱼类。分布于印度洋和太平洋海域沿岸各地等。该物种的模式产地在爪哇南部，体长可达8.2公分。